# Pungi

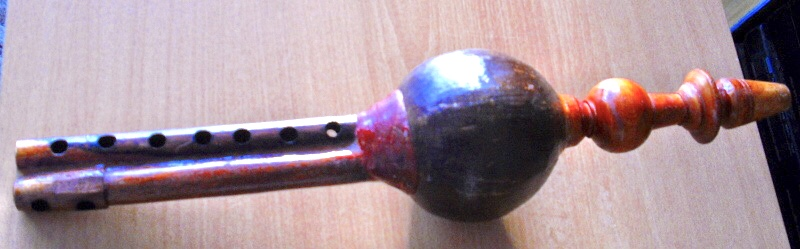

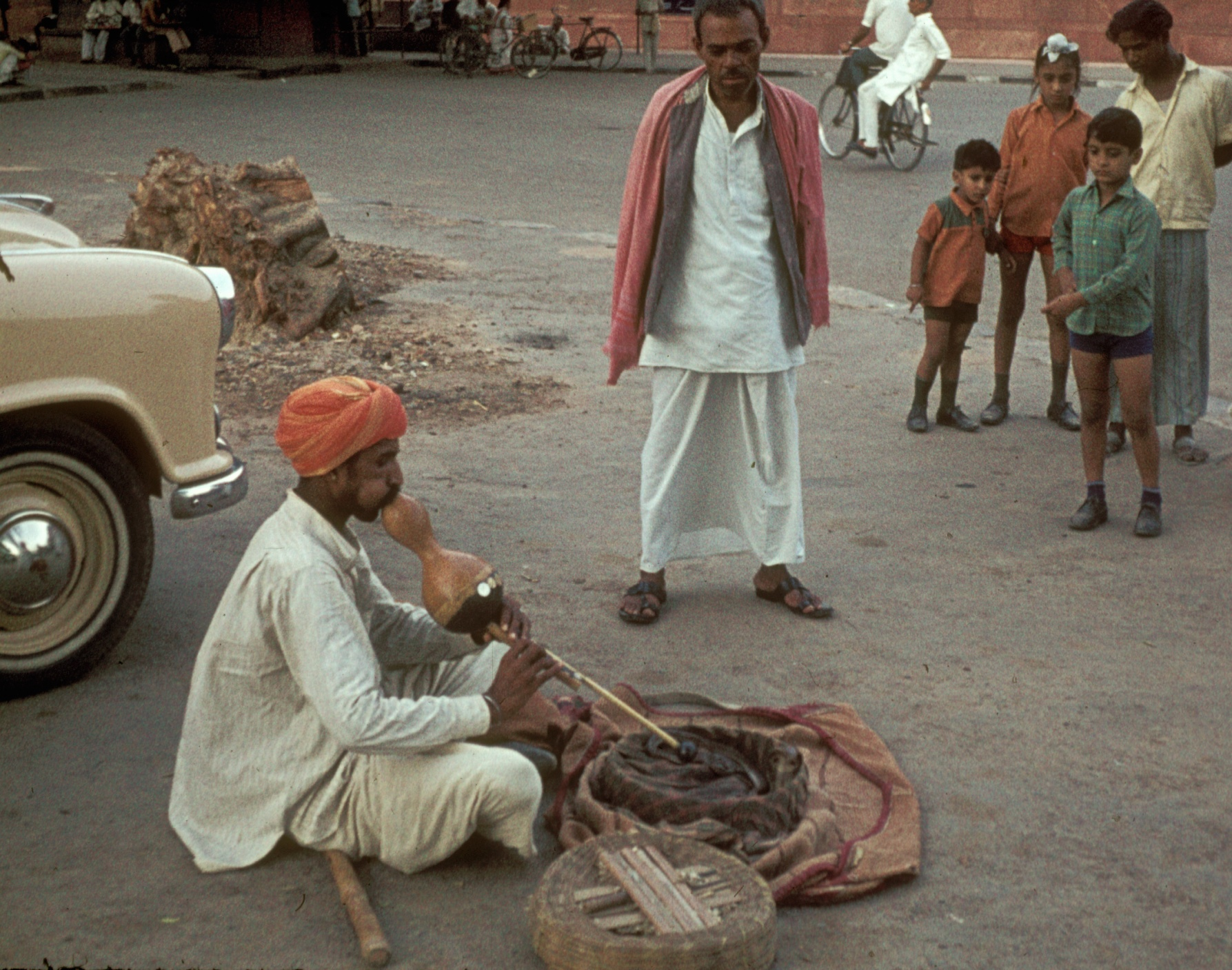
Ormtjusare i Delhi som spelar pungi

Pungi, även kallat bin, är ett indiskt musikinstrument solm användes bland annat av ormtjusare. Instrumentet kan vara uppbyggd av en kokosnöt med två instuckna bambu- eller vass-flöjter och ett munstycke. En av flöjterna har hål medan den andra bara kan spela borduntonen.